# Mona
Mona er et pigenavn, der kan have flere oprindelser.
I Nordeuropa kan det være opstået som et diminutiv til Monika eller eventuelt til Ramona eller Simona. På de Britiske Øer kan det stamme fra navnet på en irsk helgeninde og har betydningen "ædel". På arabisk, hvor det også findes i variationer som Mouna og Muna, betyder navnet "ønsker", mens det i italiensk sprogbrug kan være diminutiv af navnet Madonna, som betyder "min frue". På Latin betyder navnet "Den smukke blomst".[kilde mangler]
Navnet Mona er forholdsvist sjældent i Danmark. Ifølge Danmarks Statistik var der i 2005 registreret 9161 personer med navnet Mona.
Mona-navnet er forbundet med en flere "sager": I Mona-sagen fra 1964 blev en syv-årig pige dræbt.
I en anden Mona-sag døde en 60-årig kvinde efter et røverisk overfald.

## Kendte personer med navnet
- Mona Nørgaard – dansk orienteringsløber.
- Mona Sahlin – svensk politiker.
- Mona Vangsaae – dansk balletdanser.

## Navnet anvendt i fiktion
- Mona Lisa er et berømt maleri af Leonardo da Vinci; her er Mona dog snarere en titel end en del af navnet.
- Mona Simpson er mor til Homer Simpson i tv-serien The Simpsons
- Monas Verden er en dansk film fra 2001
- I tv-serien Riget er "Mona-sagen" en sag, hvor en pige er blevet hjerneskadet efter en hjerneoperation udført af Stig Helmer-figuren.
- Søren Kragh-Jacobsens sang "Kender du det?" kendes også som "Mona, Mona, Mona"
- Mona Hansen er hovedpersonen i Mette Thomsens bog "Plastic" fra 1995.
- Mona Parker er den hovedperson i tv-serien Mona the Vampire

## Andet
- Mona (band) – et rockband fra USA.
- Mona (anglesey) eller Ynys Môn – mona er det latinske navn for øen anglesey.

## Henvisning
1. ↑  Danmarks Statistiks navneoversigt
2. ↑  Palle Høj (26. juni 2009). "Kvinde død efter røverisk overfald". sn.dk. (Webside ikke længere tilgængelig)